# Princesse de Blamont-Chauvry
Pour les articles homonymes, voir Blamont et Chauvry (homonymie).
La princesse de Blamont-Chauvry est un personnage de La Comédie humaine d’Honoré de Balzac. Personnage de fond et d'ambiance, elle est citée dans un très grand nombre de romans sans qu'on la voie agir. Elle fait partie du décor du faubourg Saint-Germain où elle fait autorité. Madame Birotteau, en 1818, la donne en exemple à son mari comme personne à ne pas inviter à leur bal.
Elle a élevé Antoinette de Langeais et elle assiste, en 1819, au conseil de famille réuni pour statuer sur la duchesse.
Elle est considérée selon ses propres termes comme le « plus poétique débris du règne de Louis XV ». Ce Talleyrand femelle fait et défait les réputations. C'est elle qui reçoit Félix de Vandenesse, sur recommandation de madame de Mortsauf, lançant ainsi la carrière du jeune homme.
En 1825, elle reçoit madame Firmiani.
Elle est citée ou elle apparaît dans :
- Le Lys dans la vallée
- La Duchesse de Langeais
- César Birotteau
- Madame Firmiani
- L'Interdiction

## Héraldique
|  | Balzac a doté ce personnage d'armes imaginaires qu'il blasonne ainsi (dans Le Lys dans la vallée, p. 266) : - Écartelé de gueules à un pal de vair, flanqué de deux mains appaumées de carnation et d'or à deux lances de sable mises en chevron Pour les mains ainsi disposées on devrait plutôt trouver une dextre d'un côté, une senestre de l'autre. Le strict respect du blasonnement impose que le dessin ne figure que des dextres. |